# إغناثيو غونزاليس
إغناثيو غونزاليس (بالإسبانية: Ignacio González) هو لاعب كرة قدم أوروغواياني في مركز الوسط، ولد في 5 نوفمبر 1993 في بايساندو في الأوروغواي. لعب مع نادي دانوبيو.

## وصلات خارجية
- إغناثيو غونزاليس على موقع قاعدة بيانات كرة القدم.إي يو (الإنجليزية)
- إغناثيو غونزاليس على موقع Soccerway.com (الإنجليزية)
- إغناثيو غونزاليس على موقع عالم كرة القدم.نت (الإنجليزية)
- إغناثيو غونزاليس على موقع AS.com (الإسبانية)